# Lôi Trạch Quy Muội
Quẻ Lôi Trạch Quy Muội, đồ hình ||:|:: còn gọi là quẻ Quy Muội (歸妹 gui1 mei4), là quẻ thứ 54 trong Kinh Dịch.
- Nội quái là ☱ (||: 兌 dui4) Đoài hay Đầm (澤).
- Ngoại quái là ☳ (|:: 震 zhen4) Chấn hay Sấm (雷).

Giải nghĩa: Tai dã. Xôn xao. Tai nạn, rối ren, lôi thôi, nữ chi chung, gái lấy chồng. Ác quỷ vi sủng chi tượng: tượng ma quái làm rối.